# IPod nano

iPod nano — четвёртый цифровой аудиоплеер, выпущенный компанией Apple. Он был представлен 7 сентября 2005 года и сочетает в себе особенности iPod shuffle и iPod Classic. Предназначался для замены iPod mini, разработка которого была прекращена. Текущее седьмое поколение iPod nano поддерживает FM-радио с режимом «активной паузы», шагомер, имеет 2.5 дюймовый дисплей с интерфейсом multi-touch и толщину 5.4 миллиметра.

## Первое поколение
Дата выхода — 7 сентября 2005 года
- Объём памяти — 1, 2 или 4 ГБ
- Размеры — 89 × 40 × 7 мм
- Вес — 42 г

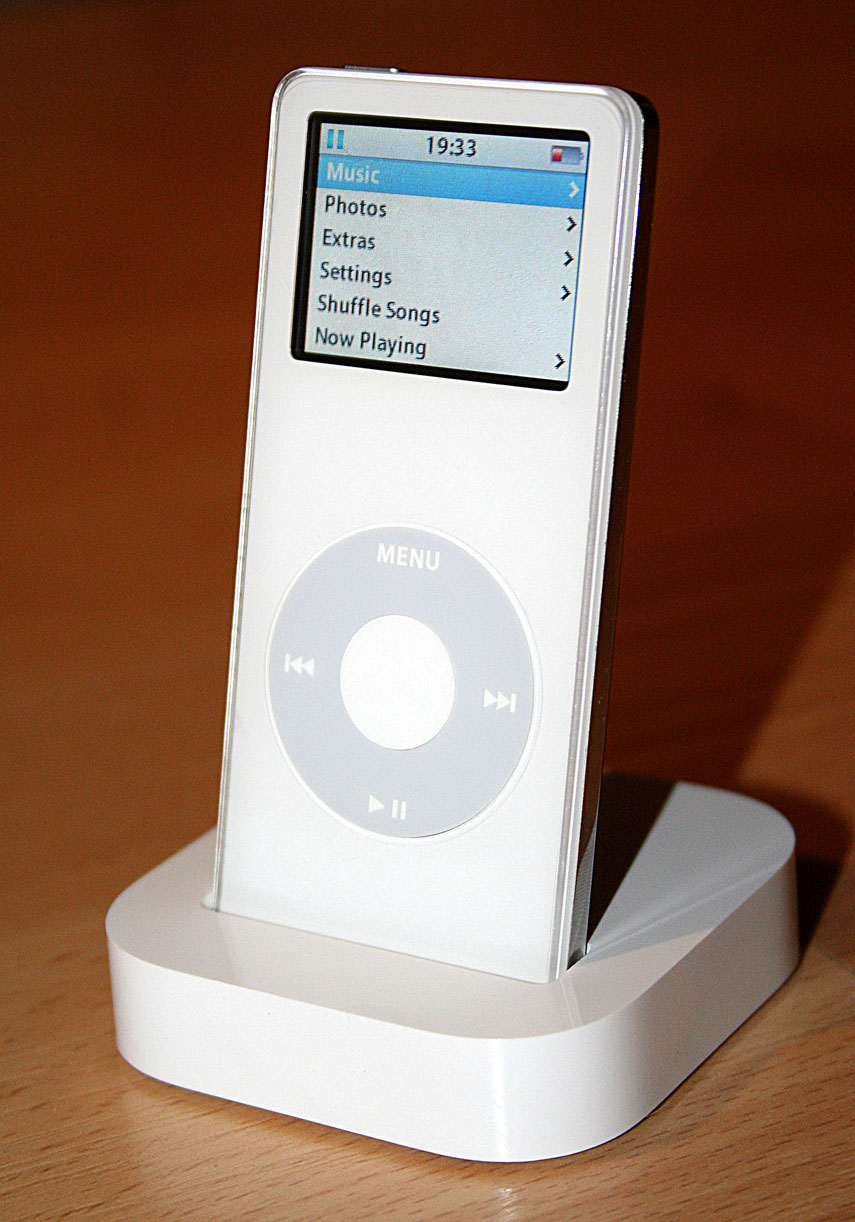
iPod nano в
Док-станции (первое поколение)

- Время автономной работы — 14 часов
- Интерфейс соединения с компьютером — USB
- Аудиоформат — AAC, защищённый AAC, MP3, Audible (форматы 2, 3, 4), Apple Lossless, WAV, AIFF
- Формат изображений — JPEG, BMP, GIF, TIFF, PSD (только для Mac), PNG
- Цветовые решения корпуса — белый, чёрный
- Сейчас очень тяжело найти эту модель, она очень распространена в странах третьего мира
- Наушники: 3,5 мм
- В конце 2011 Apple объявила программу по бесплатной замене этой модели, в связи с сообщениями о перегреве аккумулятора. Все, кто принимал участие в акции, получили взамен новый 8 гб iPod Nano 6-го поколения, в 2014 году в качестве замены пользователям стали высылаться плееры седьмого поколения.[источник не указан 155 дней]

## Второе поколение
Дата выхода — 12 сентября 2006 года

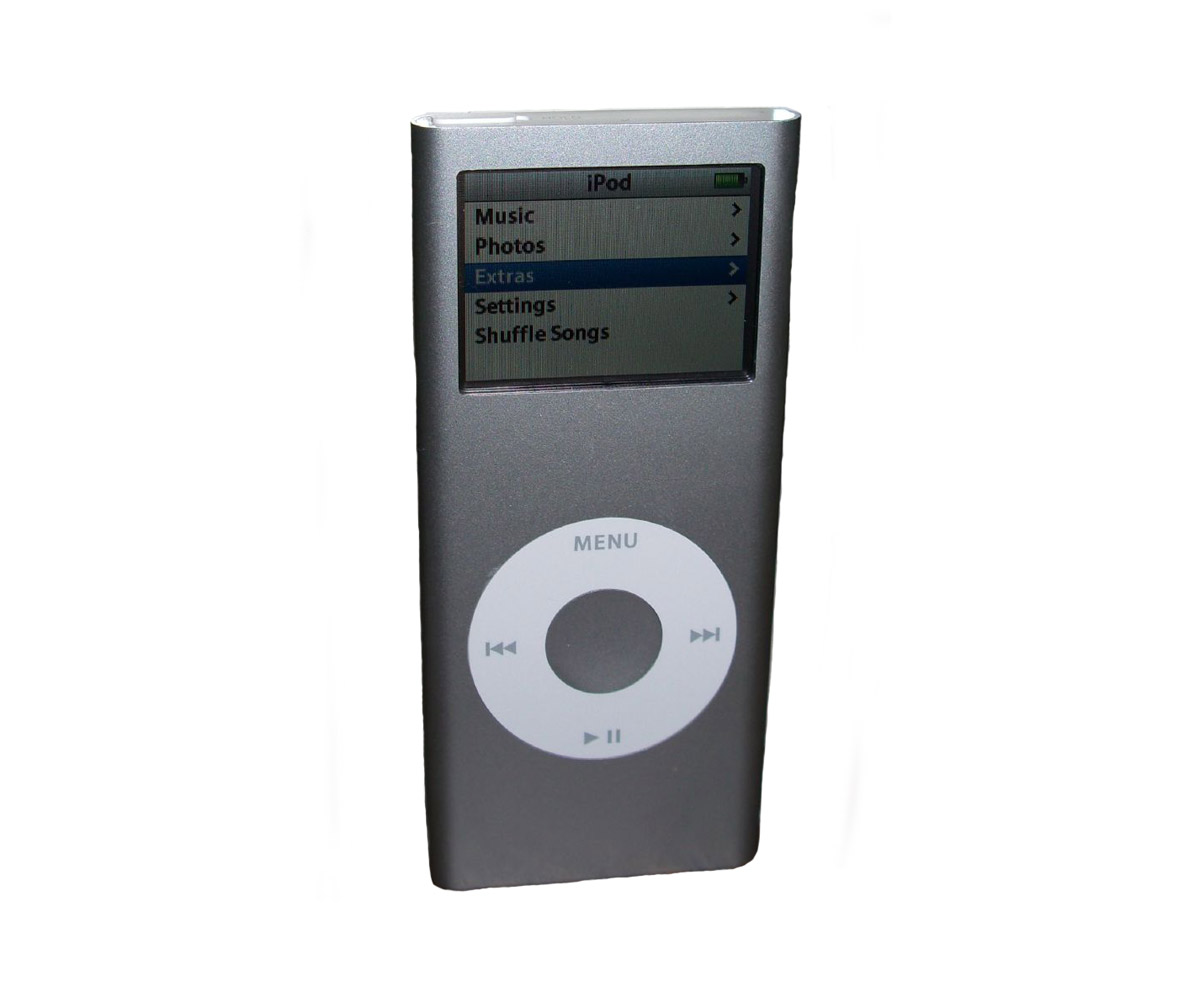
iPod Nano (2 поколение)

- Дисплей — цветной TFT, 176 x 132 пикселей
- Объём памяти — 2ГБ (только серебристая версия), 4ГБ (зелёная, розовая, голубая и, позднее, красная версия), 8ГБ (чёрная и красная версии)
- Размеры — 88,9 × 40,6 × 6,6 мм
- Вес — 40 г
- Время автономной работы — 24 часа
- Интерфейс соединения с компьютером — USB
- Цветовые решения корпуса — чёрный, металлик, розовый, зелёный, голубой, красный
- Игры (Парашют, Солитёр, Music Quiz)

## Третье поколение
Дата выхода — 5 сентября 2007 года

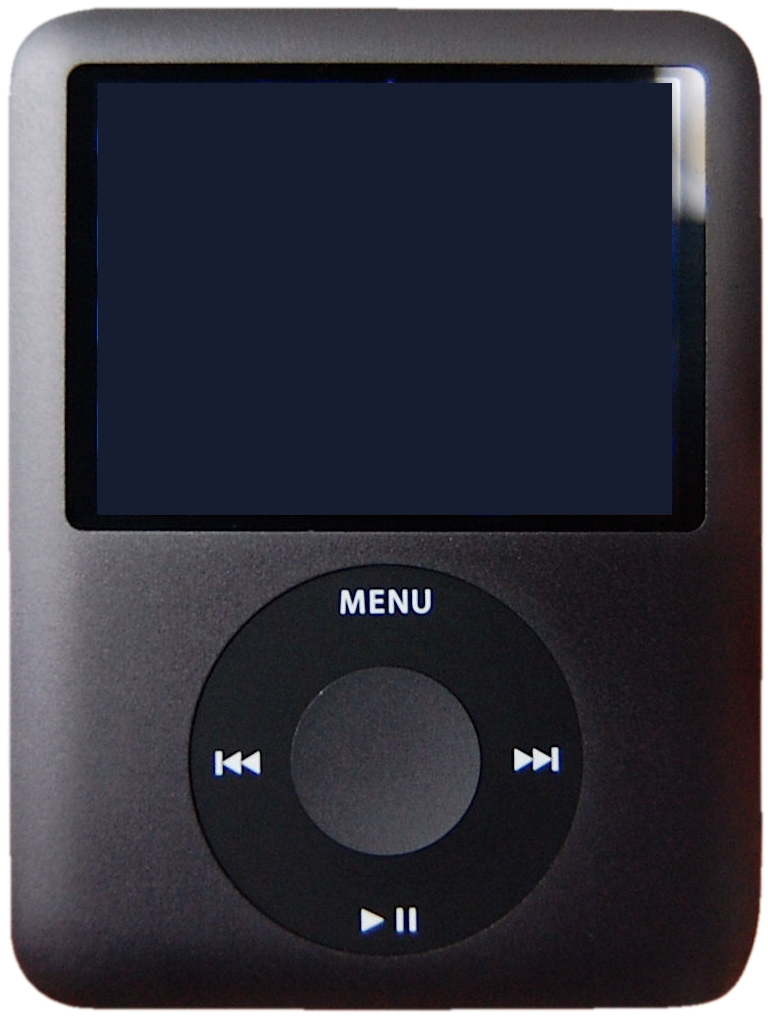
iPod nano (3 поколение)

- Дисплей — цветной TFT, 2 дюйма, 320×240 пикселей
- Управление — сенсорный круг
- Объём памяти — 4ГБ (только серебристая версия) или 8ГБ (версии всех цветов)
- Формат аудио — AAC (от 16 до 320 кбит/с), Protected AAC (из iTunes Store), MP3 (от 16 до 320 кбит/с), MP3 VBR, Audible (форматы 2, 3 и 4), Apple Lossless, WAV, и AIFF[1]
- Размеры — 69,8×52,3×6,5 мм
- Вес — 49,2 г
- Время автономной работы — 24 часа аудио, 5 часов видео
- Интерфейс соединения с компьютером — USB
- Цветовые решения корпуса — металлик, голубой, красный, зелёный, чёрный, розовый, белый

## Четвёртое поколение
Дата выхода — 9 сентября 2008 года
- Дисплей — 320×240 пикселей 2"

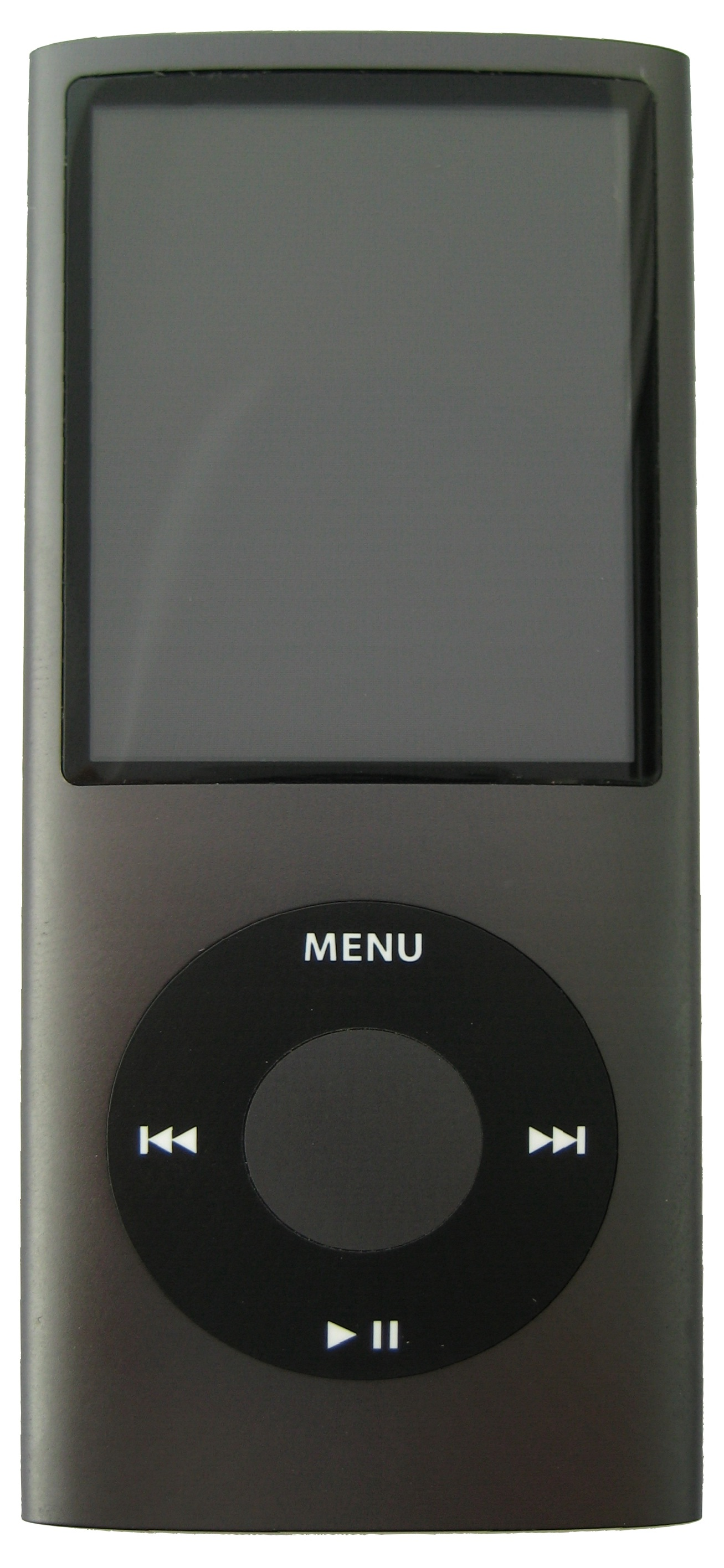
iPod Nano (4 поколение)

- Объём памяти — 4ГБ (версия была отменена и лишь в ограниченном количестве попала на некоторые рынки Европы и Америки), 8ГБ, 16ГБ
- Формат аудио — AAC (от 16 до 320 кбит/с), защищённый AAC (для файлов из iTunes Store), MP3 (от 16 до 320 кбит/с), MP3 VBR, Audible (форматы 2, 3 и 4), Apple Lossless, AIFF и WAV
- Формат видео — H.264 видео, до 1,5 МБ/с, 640 х 480 пикселей, 30 кадр/с; MPEG-4 видео, до 2,5 МБ/с, 640 х 480 пикселей, 30 кадр/с
- Формат изображения — JPEG, BMP, GIF, TIFF, PSD (только для Mac) и PNG
- Размер — 90,7×38,7×6,2 мм
- Вес — 36.8 г
- Время автономной работы Аудио: 24 ч, Видео: 4 ч
- Поддержка Nike+iPod
- Акселерометр
- Интерфейс соединения с компьютером — USB
- Цветовые решения корпуса — синий, серебряный, фиолетовый, зелёный, оранжевый, жёлтый, красный (только в фирменных магазинах), розовый, графитовый (кроме версии на 4ГБ)

Дополнительные функции
- Календарь
- Игры
- Контакты
- Заметки
- Функция диктофон активируется с гарнитурой, совместимой с iPhone (при этом кнопка ответа гарнитуры выполняет роль многофункциональной клавиши: воспроизведение, пауза, следующая композиция (двойной клик), предыдущая композиция (тройной клик)), а также совместимыми наушниками с пультом управления и встроенным микрофоном

## Пятое поколение
Дата выхода — 9 сентября 2009 года.

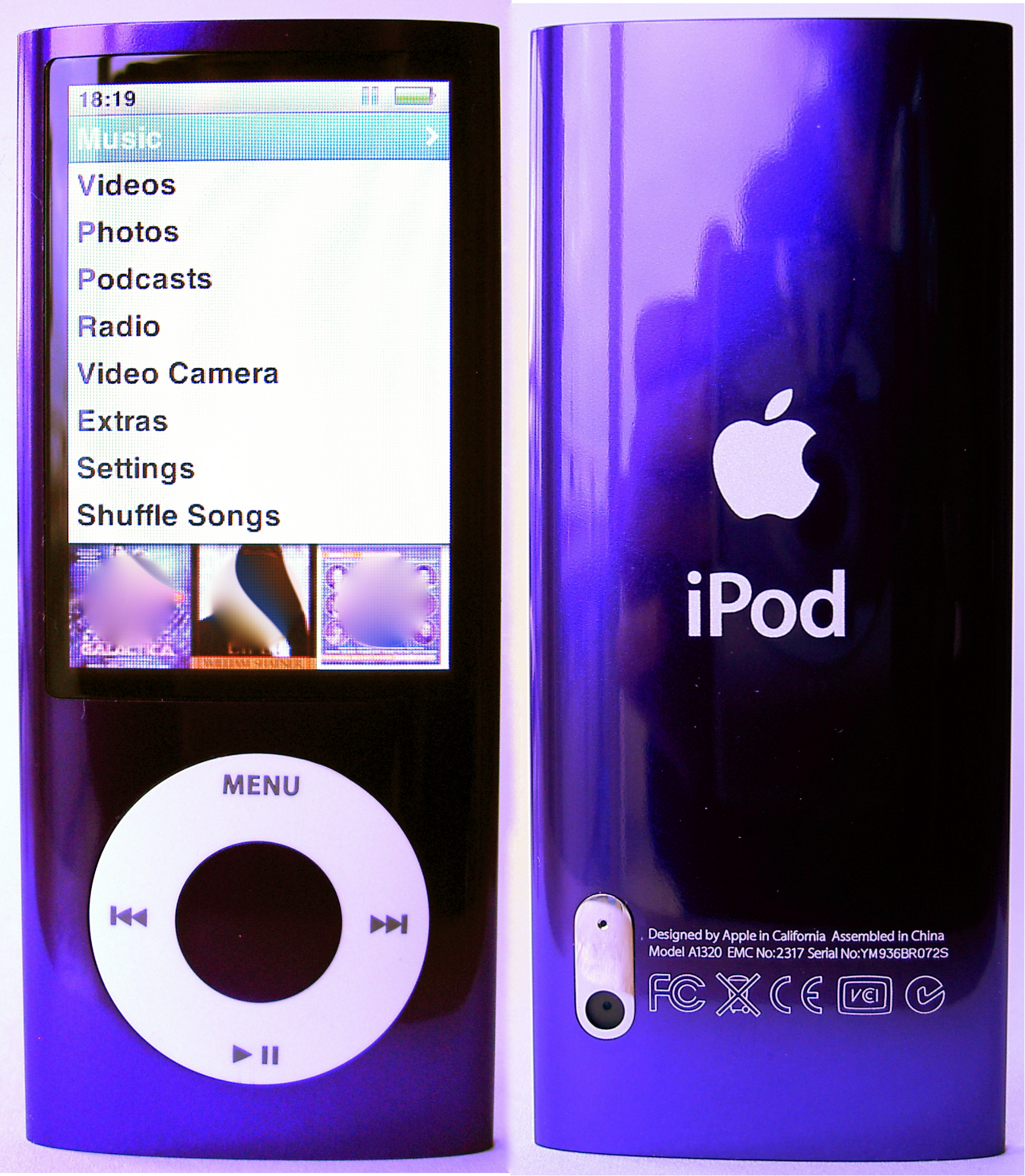
iPod Nano (5 поколение)

- Дисплей — 376х240 пикселей (2,2 дюйма)
- Объём памяти — 8, 16 Гб
- Размер — 90,7 × 38,7 × 6,2 мм
- Вес — 36,4 г
- Время автономной работы — 24 часа аудио, 5 часов видео
- FM-радио с режимом «активной паузы» (позволяет остановить трансляцию в любой момент и возобновлять прослушивание с момента остановки)
- Диктофон
- Поддержка Nike+iPod, встроенный шагомер
- Акселерометр
- Внешний динамик
- Интерфейс соединения с компьютером — USB
- Цветовые решения корпуса — красный (только в фирменных магазинах), серебристый, чёрный, фиолетовый, голубой, зелёный, жёлтый, оранжевый, лиловый.
- Встроенная видеокамера с 16-ю вариантами специальных эффектов

## Шестое поколение
Дата выхода — 1 сентября 2010 года.

iPod Nano (6 поколение)

- Дисплей — сенсорный ЖК с поддержкой Multi-Touch, разрешение 240×240 пикселей, размер 1,54 дюйма по диагонали, разрешающая способность 220 точек/дюйм.
- Объём памяти — 8, 16 Гб
- Функция диктофона доступна только при подключении совместимой гарнитуры
- Размер — 37,5 × 40,9 × 8,78 мм.
- Вес — 21,1 г.
- Время автономной работы — 24 часа аудио.
- FM-радио с режимом «активной паузы» (позволяет остановить трансляцию в любой момент и возобновлять прослушивание с момента остановки, буферизация до 15 минут).
- Поддержка VoiceOver (озвучивание исполнителя и названия текущей песни на 29 языках).
- Функция диктофон активируется с гарнитурой, совместимой с iPhone (при этом кнопка ответа гарнитуры выполняет роль многофункциональной клавиши: воспроизведение, пауза, следующая композиция (двойной клик), а также совместимыми наушниками с пультом управления и встроенным микрофоном
- Возможность вставлять в ремешок, сделавшая данную модель предшественником Apple Watch.

Шестое поколение прошивка 1.2
Дата выхода — 4 октября 2011 года
- Добавлено: крупные значки меню, несколько видов часов (циферблатов), обновлённые функции шагомера, русский алфавит в списках (песен, артистов и т. п.)
- Шагомер и фитнес
- Секундомер, таймер и часы.
- Имеют Подкасты, Миксы, Genius и iTunes U.

## Седьмое поколение

iPod Nano (7 поколение)

Дата выхода — 12 сентября 2012 года.
- Дисплей — сенсорный ЖК с поддержкой Multi-Touch, разрешение 240x432 пикселей, размер 2,5 дюйма по диагонали, разрешающая способность 202 точки/дюйм.
- Объём памяти — 16 Гб
- Размер — 76,5 × 39,6 × 5,4 мм.
- Вес — 31 г.
- Время автономной работы — 30 часов аудио, 3,5 часов видео.
- FM-радио с RDS и режимом «активной паузы» (позволяет остановить трансляцию в любой момент и возобновлять прослушивание с момента остановки, буферизация до 15 минут).
- Поддержка VoiceOver (озвучивание исполнителя и названия текущей песни на 29 языках).
- Возможность просмотра видео
- Появился Bluetooth для подключения беспроводных наушников и гарнитур
- Для подключения сенсоров Nike+ теперь не требуется подключать ресивер к iPod

## Сравнение моделей
| Поколение и внешний вид | Поколение и внешний вид                               | Объём                            | Цвета                                                                                  | Подключения                | Дата релиза       | Минимальные OS для синхронизации               | Работа аккумулятора (часов) | Экран (пиксели)              | ОЗУ   | Размеры                | Вес               |
| ----------------------- | ----------------------------------------------------- | -------------------------------- | -------------------------------------------------------------------------------------- | -------------------------- | ----------------- | ---------------------------------------------- | --------------------------- | ---------------------------- | ----- | ---------------------- | ----------------- |
| 1                       | первое поколение iPod Nano                            | 1 ГБ                             | Чёрный Белый                                                                           | USB (FireWire для зарядки) | 7 февраля, 2006   | Mac: 10.3.4 Windows: 2000 iTunes 5 и позднее   | Аудио: 14 Слайд-шоу: 4      | 176×132 0.168 мм             | 32 МБ | 89 мм 41 мм 6.9 мм     | 42.5 g (1.5 oz)   |
| 1                       | первое поколение iPod Nano                            | 2 ГБ                             | Чёрный Белый                                                                           | USB (FireWire для зарядки) | 7 сентября, 2005  | Mac: 10.3.4 Windows: 2000 iTunes 5 и позднее   | Аудио: 14 Слайд-шоу: 4      | 176×132 0.168 мм             | 32 МБ | 89 мм 41 мм 6.9 мм     | 42.5 g (1.5 oz)   |
| 1                       | первое поколение iPod Nano                            | 4 ГБ                             | Чёрный Белый                                                                           | USB (FireWire для зарядки) | 7 сентября, 2005  | Mac: 10.3.4 Windows: 2000 iTunes 5 и позднее   | Аудио: 14 Слайд-шоу: 4      | 176×132 0.168 мм             | 32 МБ | 89 мм 41 мм 6.9 мм     | 42.5 g (1.5 oz)   |
| 1                       | первое поколение iPod Nano                            |                                  |                                                                                        |                            |                   |                                                |                             |                              |       |                        |                   |
| 2                       |                                                       | 2 ГБ                             | Серебряный                                                                             | USB (FireWire для зарядки) | 12 сентября, 2006 | Mac: Mac OS X Windows: 2000 iTunes 7 и позднее | Аудио: 24 Слайд-шоу: 5      | 176×132 0.168 мм.            | 32 МБ | 89 мм 41 мм 6.6 мм     | 40 гр (1.41 oz)   |
| 2                       | 4 ГБ                                                  | Серебряный Синий Зелёный Розовый |                                                                                        | USB (FireWire для зарядки) | 12 сентября, 2006 | Mac: Mac OS X Windows: 2000 iTunes 7 и позднее | Аудио: 24 Слайд-шоу: 5      | 176×132 0.168 мм.            | 32 МБ | 89 мм 41 мм 6.6 мм     | 40 гр (1.41 oz)   |
| 2                       | 4 ГБ                                                  | Red Special Edition              | 13 октября, 2006                                                                       | USB (FireWire для зарядки) |                   | Mac: Mac OS X Windows: 2000 iTunes 7 и позднее | Аудио: 24 Слайд-шоу: 5      | 176×132 0.168 мм.            | 32 МБ | 89 мм 41 мм 6.6 мм     | 40 гр (1.41 oz)   |
| 2                       | 8 ГБ                                                  | Чёрный                           | 12 сентября, 2006                                                                      | USB (FireWire для зарядки) |                   | Mac: Mac OS X Windows: 2000 iTunes 7 и позднее | Аудио: 24 Слайд-шоу: 5      | 176×132 0.168 мм.            | 32 МБ | 89 мм 41 мм 6.6 мм     | 40 гр (1.41 oz)   |
| 2                       | 8 ГБ                                                  | Red Special Edition              | 3 ноября, 2006                                                                         | USB (FireWire для зарядки) |                   | Mac: Mac OS X Windows: 2000 iTunes 7 и позднее | Аудио: 24 Слайд-шоу: 5      | 176×132 0.168 мм.            | 32 МБ | 89 мм 41 мм 6.6 мм     | 40 гр (1.41 oz)   |
| 2                       |                                                       |                                  |                                                                                        |                            |                   |                                                |                             |                              |       |                        |                   |
| 3                       | 4 ГБ third generation iPod Nano                       | 4 ГБ                             | Серебряный                                                                             | USB (FireWire для зарядки) | 5 сентября, 2007  | Mac: Mac OS X Windows: XP iTunes 7.4 и позднее | Аудио: 24 Video: 5          | 320×240 204 ppi              | 32 МБ | 70 мм 52 мм 6.6 мм     | 49.3 гр (1.74 oz) |
| 3                       | 4 ГБ third generation iPod Nano                       | 8 ГБ                             | Серебряный Синий Зелёный Чёрный Red Special Edition                                    | USB (FireWire для зарядки) | 5 сентября, 2007  | Mac: Mac OS X Windows: XP iTunes 7.4 и позднее | Аудио: 24 Video: 5          | 320×240 204 ppi              | 32 МБ | 70 мм 52 мм 6.6 мм     | 49.3 гр (1.74 oz) |
| 3                       | 4 ГБ third generation iPod Nano                       | 8 ГБ                             | Розовый                                                                                | USB (FireWire для зарядки) | 22 января, 2008   | Mac: Mac OS X Windows: XP iTunes 7.4 и позднее | Аудио: 24 Video: 5          | 320×240 204 ppi              | 32 МБ | 70 мм 52 мм 6.6 мм     | 49.3 гр (1.74 oz) |
| 3                       | 4 ГБ third generation iPod Nano                       |                                  |                                                                                        |                            |                   |                                                |                             |                              |       |                        |                   |
| 4                       |                                                       | 8 ГБ                             | Серебряный Чёрный Пурпурный Синий Зелёный Жёлтый Оранжевый Розовый Red Special Edition | USB                        | 9 сентября, 2008  | Mac: Mac OS X Windows: XP iTunes 8 и позднее   | Аудио: 24 Video: 4          | 240×320 204 ppi              | 32 МБ | 91 мм 38 мм 6.1 мм     | 36.8 гр (1.3 oz)  |
| 4                       | 16 ГБ                                                 |                                  | Серебряный Чёрный Пурпурный Синий Зелёный Жёлтый Оранжевый Розовый Red Special Edition | USB                        | 9 сентября, 2008  | Mac: Mac OS X Windows: XP iTunes 8 и позднее   | Аудио: 24 Video: 4          | 240×320 204 ppi              | 32 МБ | 91 мм 38 мм 6.1 мм     | 36.8 гр (1.3 oz)  |
| 4                       |                                                       |                                  |                                                                                        |                            |                   |                                                |                             |                              |       |                        |                   |
| 5                       | Purple iPod Nano 5G with camera, front and back views | 8 ГБ                             | Серебряный Чёрный Пурпурный Синий Зелёный Жёлтый Оранжевый Розовый Red Special Edition | USB                        | 13 сентября, 2009 | Mac: Mac OS X Windows: XP iTunes 9 и позднее   | Аудио: 24 Видео: 5          | 240×376 204 ppi 0.3 пикселей | 64 МБ | 91 мм 38 мм 6.1 мм     | 36.3 гр (1.28 oz) |
| 5                       | Purple iPod Nano 5G with camera, front and back views | 16 ГБ                            | Серебряный Чёрный Пурпурный Синий Зелёный Жёлтый Оранжевый Розовый Red Special Edition | USB                        | 13 сентября, 2009 | Mac: Mac OS X Windows: XP iTunes 9 и позднее   | Аудио: 24 Видео: 5          | 240×376 204 ppi 0.3 пикселей | 64 МБ | 91 мм 38 мм 6.1 мм     | 36.3 гр (1.28 oz) |
| 5                       | Purple iPod Nano 5G with camera, front and back views |                                  |                                                                                        |                            |                   |                                                |                             |                              |       |                        |                   |
| 6                       | Серебряный iPod nano 6G                               | 8 ГБ                             | Серебряный Графитовый Синий Зелёный Оранжевый Розовый Red Special Edition              | USB                        | 1 сентября, 2010  | Mac: Mac OS X Windows: XP iTunes 10 и позднее  | Аудио: 24                   | 240×240 220 ppi              | 64 МБ | 37.5 мм 41 мм 8.78 мм  | 21.1 g (0.74 oz)  |
| 6                       | Серебряный iPod nano 6G                               | 16 ГБ                            | Серебряный Графитовый Синий Зелёный Оранжевый Розовый Red Special Edition              | USB                        | 1 сентября, 2010  | Mac: Mac OS X Windows: XP iTunes 10 и позднее  | Аудио: 24                   | 240×240 220 ppi              | 64 МБ | 37.5 мм 41 мм 8.78 мм  | 21.1 g (0.74 oz)  |
| 6                       | Серебряный iPod nano 6G                               |                                  |                                                                                        |                            |                   |                                                |                             |                              |       |                        |                   |
| 7                       | iPod Nano (7 поколение)                               | 16 ГБ                            | Slate Серебряный Purple Розовый Жёлтый Зелёный Синий Red Special Edition               | USB                        | 12 сентября, 2012 | Mac: 10.6.8 Windows: XP iTunes 10.7 и позднее  | Аудио: 30 Видео: 3.5        | 240x432 202 ppi              | 64 МБ | 76.5 мм 39.6 мм 5.4 мм | 31 гр. (1.1 oz)   |
| 7                       | iPod Nano (7 поколение)                               |                                  |                                                                                        |                            |                   |                                                |                             |                              |       |                        |                   |

## Спецификации

### Дисплей
- Цветной TFT-дисплей с диагональю 2,5 дюйма (видимая область).
- Разрешение 240 на 432 пикселя.
- 202 пикселя на дюйм.

### Воспроизведение аудио
- Частотная характеристика: от 20 Гц до 20 кГц
- Поддерживаемые звуковые форматы: AAC (от 8 до 320 кбит/с), защищённый AAC (для файлов из iTunes Store), HE-AAC, MP3 (от 8 до 320 кбит/с), MP3 VBR, Audible (форматы 2, 3, 4, Audible Enhanced Audio, AAX и AAX+), Apple Lossless, AIFF и WAV
- Настраиваемая пользователем максимальная громкость

### FM-радио
- Региональные настройки для Америки, Азии, Австралии, Европы и Японии
- Поддержка RDS
- Функция «Живая пауза» для приостановки и возобновления прослушивания радио (в пределах 15-минутного буфера)

### Датчик
- Акселерометр

### Аккумулятор и питание
- Встроенный литий-ионный аккумулятор
- До 30 часов воспроизведения музыки при полной зарядке
- Зарядка через USB от компьютера или адаптера питания (продаётся отдельно)
- Время быстрой зарядки: около 1,5 ч (зарядка на 80 %)
- Время полной зарядки: до 3 часов

### Комплект поставки
- iPod nano
- Наушники Apple Ear Pods
- Кабель Lightning/USB
- Руководство по началу работы и Важная информация о продукте

### Наушники
- Частотная характеристика: от 20 Гц до 20 кГц
- Акустическое сопротивление: 16 Ом

### Универсальный доступ
- Программа голосового сопровождения интерфейса VoiceOver, управляемая жестами
- ЖК-дисплей высокого разрешения поддерживает настройку подсветки, упрощая использование в условиях низкой освещённости
- Функция «Белое на чёрном»
- Монорежим аудио

### Системные требования
- Компьютер Mac с портом USB 2.0, операционной системой Mac OS X 10.5.8 или более поздней версии и приложением iTunes 10 или более поздней версии
- Компьютер PC с портом USB 2.0, операционной системой Windows 7, Vista, или более поздней версии; с приложением iTunes 10 или более поздней версии
- Требуется доступ к сети Интернет; рекомендуется широкополосное соединение (может взиматься плата).

### Требования к среде эксплуатации
- Температура при эксплуатации: от 0 до 35 °C
- Температура при хранении: от —20 до 45 °C
- Относительная влажность: от 5 до 95 % без конденсации
- Максимальная высота эксплуатации: 3000 м